# Pseudotrichonoten
Pseudotrichonoten (Pseudotrichonotidae) zijn een familie van straalvinnige vissen uit de orde van Draadzeilvissen (Aulopiformes).

## Geslacht
- Pseudotrichonotus Yoshino & Araga, 1975